# Aulaconotus pachypezoides
Aulaconotus pachypezoides là một loài bọ cánh cứng trong họ Cerambycidae.